# Bernard Buissas
Bernard Buissas (né à Toulouse le 25 novembre 1796, mort le 24 décembre 1856) est un ecclésiastique français qui fut évêque de Limoges de 1844 à sa mort.

## Biographie
Bernard Buissas est né à Toulouse le 25 novembre 1796 dans une famille d'artisans. Ses parents se nomment Benoît Buissas et Anne Lorman. 
Après des études au séminaire, il est successivement nommé vicaire à Beaumont et curé de Vénerque. Il accède en 1823 au vicariat de Toulouse, puis devient curé de l'église Notre-Dame-du-Taur de 1834 à 1841. 
Il est chanoine et archiprêtre de la métropole de Toulouse lorsqu’il est nommé évêque de Limoges, le 21 avril 1844 par ordonnance royale. Il est confirmé le 17 juin de la même année puis sacré évêque le 4 août 1844.  
Il décède au palais épiscopal de Limoges le 24 décembre 1856. Son oraison funèbre est prononcée le 11 février 1857 par l'abbé Dissandes de Bogenet en la cathédrale de Limoges.

## Distinction
- Chevalier de la Légion d'honneur (14 août 1852)[5]

## Héraldique
Les armoiries de Buissas sont: d'azur, à l'agneau passant, tenant dans sa patte dextre une houlette, le tout d'argent.